# Dom nad rzeką Moskwą
Dom nad rzeką Moskwą (ros. Дом на набережной) – powieść Jurija Trifonowa napisana w 1975 i wydana w styczniu 1976 roku, ostatnia z cyklu tzw. powieści moskiewskich. Popularnością przewyższyła poprzednie dzieła autora, stając się ważnym wydarzeniem w radzieckim życiu literackim i społecznym. Swoim tytułem nawiązuje do położonego naprzeciwko moskiewskiego Kremla kompleksu mieszkalnego, który po opublikowaniu powieści zaczęto powszechnie nazywać „Domem na nabierieżnoj”.

## Tworzenie i publikacja
Po serii powieści diagnozujących współczesny dla pisarza stan radzieckiego społeczeństwa, Trifonow poczuł potrzebę powrotu do wcześniejszego okresu, do którego sięgały korzenie ówczesnych problemów trawiących radziecką inteligencję. Dzieciństwo Trifonow spędził w Domu na nabierieżnoj, a opowiedziana w książce historia zawiera wiele wątków autobiograficznych. Pierwowzorem postaci Soni była Lena Minc, profesora Hańczuka – jej ojciec Isaak Minc, Szulepy – Siergiej Sawicki , a Antona Owczynnikowa – Lew Fiedotow, który zginął podczas II wojny światowej.
Rękopis powieści został przyjęty do publikacji zaledwie pięć dni po przesłaniu go przez autora do redakcji czasopisma literackiego „Drużba narodow”, gdzie wydał wszystkie swoje ostatnie powieści. Tekst autora został opublikowany w czasopiśmie bez żadnej poprawki cenzury. Jednak już w czerwcu 1976 roku na zjeździe Związku Pisarzy ZSRR I sekretarz zarządu Gieorgij Markow poddał ostrej krytyce powieść Trifonowa. Problemy pojawiły się przy jej druku w formacie książkowym, ponieważ „sławy literackie epoki Breżniewa rozpoznały się w osobie głównego bohatera opowieści”.
W wielu bibliotekach zabroniono wydania pisma czytelnikom, co rodzi pytanie, dlaczego w warunkach stagnacji Breżniewa nie została ocenzurowana książka tak wywrotowa z punktu widzenia oficjalnej ideologii. Były członek redakcji Siergiej Jurienien tłumaczył tę błyskawiczną publikację tym, że dosłownie dzień wcześniej, pod naciskiem cenzury, „Drużba narodow” odrzuciła kolejną powieść z oczywistymi śladami wpływów Nabokowa i Sołżenicyna, a redakcja chciała odegrać się na cenzorach, aby nie wydawała się całkowicie zależna od ich wpływu.

„Dom nad rzeką Moskwą” zajmuje w twórczości Trifonowa pozycję przejściową pomiędzy cyklem czterech powieści moskiewskich, które przyniosły mu szeroką sławę („Wymiana”, „Wstępne wyniki”, „Długie pożegnanie”, „Inne życie”), a trylogią powieści o wpływie historii najnowszej na współczesność („Zniknięcie”, „Stary człowiek”, „Czas i miejsce”). Trifonow widział zadanie tych powieści w następujący sposób: 

Zobaczyć, zobrazować upływ czasu, zrozumieć, co robi z ludźmi, jak wszystko się wokół niego zmienia… Czas jest tajemniczym zjawiskiem, równie trudno go zrozumieć i wyobrazić sobie, jak wyobrazić sobie nieskończoność… Ale czas jest tym, w czym kąpiemy się na co dzień, w każdej minucie… Chcę, żeby czytelnik zrozumiał: ta tajemnicza „nić łącząca czas” przechodzi przez ciebie i mnie, że to jest nerw historii

W Polsce książka ukazała się trzy lata po premierze radzieckiej, w 1979 roku, nakładem Spółdzielni Wydawniczej „Czytelnik”, w tłumaczeniu Ziemowita Fedeckiego.

## Fabuła
Akcja powieści rozgrywa się w Moskwie i na jej obrzeżach w trzech płaszczyznach czasowych: w połowie lat 30., drugiej połowie lat 40. i na początku lat 70. W pierwszej scenie krytyk literacki Wadim Glebow przybywa do sklepu meblowego, gdzie zamierza kupić zabytkowy stół i przypadkowo trafia tam na swojego szkolnego kolegę Liowę Szulepnikowa, którego nie widział od wielu lat. Szulepnikow pracuje w sklepie jako zwykły robotnik, jest zupełnie pijany i udaje, że nie poznaje znajomego. To bardzo boli Glebowa, który uważa, że w niczym przed Szulepnikowem nie zawinił.
Później, w swoim domu, Glebow wraca do wspomnień z dzieciństwa i młodości. We wczesnych latach życia mieszkał z rodziną w słynnym Domu na nabierieżnoj w samym centrum Moskwy, tak jak wielu jego kolegów ze szkoły. Wszyscy pochodzili z zamożnych rodzin wierchuszki radzieckiej władzy. W tamtych czasach matka Glebowa pracowała jako bileterka w kinie, a Wadim zabierał dzięki temu kolegów za darmo na seanse filmowe. Już od czasów szkolnych był typem wyrachowanego konformisty i karierowicza, z nienasyconą zazdrością o tych, którym lepiej wiodło się w życiu. Pewnego dnia w szkole pojawił się nowy uczeń, Liowa Szulepnikow. Chłopaki z jego klasy zaatakowali go pierwszego dnia w szkole, przy czym Wadim był jednym z podżegaczy, ale sam nie brał udziału w bójce. Szulepnikow spłoszył jednak napastników strzałami z atrapy rewolweru.
Po tym zdarzeniu dyrektor szkoły próbował odszukać sprawców napadu, ale Liowa nie zdradził ich imion. Wszystko to podniosło autorytet nowego ucznia wśród kolegów i wzbudziło zazdrość u Glebowa. Później główny bohater zaprzyjaźnił się z Szulepą, jak nazywano Liowę w klasie, i zaczął często odwiedzać go w domu. Mieszkanie Szulepy znajdowało się również w Domu na niebierieżnoj. Jego matka była dawną szlachcianką, a ojczym ważną figurą w organach bezpieczeństwa państwowego. Przestronne mieszkanie i jego cenne wyposażenie dodatkowo podsycały zazdrość Glebowa. Ponadto jego prywatne kino domowe, w którym Liowa pokazywał kolegom z klasy film Błękitny ekspres, bardzo wówczas popularny, podważyło kinowy „monopol” Glebowa.
Ojciec Glebowa doradził synowi, aby rzadziej odwiedzał Szulepnikowów. Dręczył go strach w okresie nasilającego się terroru, a w życiu kierował się przede wszystkim zasadą niewychodzenia przed szereg, dlatego nie chciał, aby jego syn zachodził się z kimkolwiek z kręgu nomenklatury. Kiedy jednak aresztowano krewnego Glebowów, wujka Wołodię, matka Wadima nalegała, aby ten spróbował dowiedzieć się o nim czegoś za pośrednictwem kolegi z klasy. Ojczym Liowy porozmawiał z Wadimem i powiedział, że dowie się czegoś o jego wujku, ale w zamian za to poprosił go o podanie nazwisk chuliganów, którzy zaatakowali jego syna pierwszego dnia w szkole. Wadim bał się, że ktoś już zdążył opowiedzieć szczegóły tej historii i dlatego też jego rola w napadzie mogła być już znana ojczymowi Liowy, wobec czego dla własnego bezpieczeństwa wymienił dwa nazwiska. Wkrótce ci dwaj koledzy zniknęli, podobnie jak całe ich rodziny. Inna rodzina, Byczkowów, która mieszkała do spółki w mieszkaniu komunalnym Glebowów, także zniknęła. Byli to ludzie nieprzyjemni, hałaśliwi i aroganccy, a dzieci Byczkowów dały się poznać jako chuligani, którzy bili wszystkich przechodzących ulicą Dieriugińską. Kiedy Liowa wędrował przez to niebezpieczne miejsce z innym kolegą z klasy, Antonem Owczynnikowem, i obaj zostali pobici przez młodszych Byczkowów, poszczuto ich psem. Następnego dnia w mieszkaniu komunalnym pojawił się „mężczyzna w długim skórzanym płaszczu” i zastrzelił psa. Wkrótce starszy z chuliganów został aresztowany w sprawie o kradzież, ojciec Byczkowów trafił do szpitala, a później reszta rodziny, jak pisze Trifonow, „przepadła nie wiadomo gdzie, jakby porwał ich wiatr”.
Minęły lata. Glebow spotkał ponownie Szulepnikowa po wojnie, w 1947 roku, podczas studiów. Koledzy poznali tam swoje losy z ostatnich lat. Rodzina Wadima popadła w niełaskę i została wyrzucona z Domu na nabierieżnoj na dalekie obrzeża Moskwy w 1939 roku. W czasie obrony stolicy Glebowów ewakuowano za Ural, na wygnaniu Wadim nieustannie cierpiał głód, a pod koniec wojny zmobilizowano go do wojska, ale przeżył. Szulepa pozostał natomiast tym samym człowiekiem sukcesu, co w dzieciństwie. Jego matka zmieniła partnera życiowego, a co za tym idzie ojczyma Liowy, ale nowy był tak samo potężnym człowiekiem jak poprzedni. Szulepa jeździł na wykłady do instytutu zdobycznym, niemieckim motocyklem BMW i mieszkał w elitarnym domu na Twerskiej. Ich dawni koledzy z klasy zniknęli na wszelkie możliwe sposoby, Anton zginął na froncie. Z całej klasy tylko Sonia Hańczuk, córka profesora, kierownika wydziału na ich instytucie, Nikołaja Wasiljewicza Hańczuka, miała wciąż bliski kontakt z Wadimem. Glebow często odwiedzał Hańczuków, którzy wciąż mieszkali w Domu na nabierieżnoj. Nadal dręczyła go niezdławiona duma i zazdrość o zamożniejszych lokatorów domu.
Na jednej z imprez studenckich, która odbyła się w mieszkaniu Hańczuków, Glebow nagle uświadomił sobie, że może pozostać w tym domu, że praktycznie już jest jego właścicielem. Wszystko zależało od tego, czy może pokochać Sonię i wydawało mu się, że tak jest. Jednak Trifonow wyjaśnia czytelnikowi, że jest to tylko samooszukiwanie się Wadima, próba wytłumaczenia sobie szlachetnym uczuciem jego pragnienia ustawienia się w życiu poprzez małżeństwo z rozsądku i odziedziczenie dużego mieszkania. Podczas obchodów nowego roku, które odbyły się w daczy Hańczuków w Bruskach pod Moskwą, Sonia została sam na sam z Glebowem i wieczorem doszło pomiędzy nimi do spontanicznego zbliżenia. Okazuje się, że Sonia była w nim zakochana od szóstej klasy.
Po pewnym czasie w instytucie rozpoczęła się ukryta intryga przeciwko Hańczukowi. Najpierw został zwolniony jego uczeń, wykładowca o nazwisku Astrug, a potem matka Soni, Julia Michajłowna, która również pracowała w instytucie jako nauczycielka języka niemieckiego (była etniczną Niemką, absolwentką Uniwersytetu Wiedeńskiego), została zmuszona do zdania egzaminu z niemieckiego, aby otrzymać dyplom radzieckiej uczelni i mieć dalsze prawo do nauczania.
Glebow jako student piątego roku pisał pracę dyplomową pod kierunkiem Hańczuka. Niespodziewanie został wezwany do swojego dziekanatu, gdzie Druzjajew, były prokurator wojskowy, który właśnie objął stanowisko administracyjne w instytucie, i na pierwszy rzut oka jeden z wielu doktorantów, niejaki Szyrejko (choć z jego zachowania można było odnieść wrażenie, że jest związany z organami bezpieczeństwa) rozpoczęli z nim poważną rozmowę o jego przyszłości. Wadim dowiedział się, że obaj mężczyźni wiedzą o jego związku z Sonią Hańczuk (mimo tego, że jeszcze nikomu, nawet rodzicom Soni młodzi o tym nie powiedzieli). Druzjajew i Szyrejko zasugerowali, że poślubienie córki profesora, napisanie pracy pod jego kierunkiem, rekomendacja od profesora dla przyjęcia Wadima na aspiranturę (studia doktoranckie) oraz objęcie przez żonę profesora stanowiska kierownika grupy w instytucie to z osobna normalne rzeczy, ale wszystko razem stanowi już znaczną przesadę. Nalegali, aby Glebow zmienił opiekuna swojej pracy. Ten zgodził się porozmawiać z Hańczukiem, ale odkładał nieprzyjemną rozmowę w czasie z nadzieją, że jego sprawa zostanie zapomniana. Druzjajew i Szyrejko przypomnieli mu jednak, że zarówno dalsze studia, jak i stypendium im. Gribojedowa, które ma być przyznane Glebowowi po sesji zimowej, zależą od jego zachowania. Jeszcze później domyślił się, że w całej sprawie nie chodziło wcale o niego, ale o to, że na Hańczuka była przygotowywana nagonka.
Glebow nagle odkrył w sobie, że jego miłość do Soni zniknęła. W późniejszym czasie tłumaczy sobie swoje poprzednie zakochanie młodzieńczym przypływem pożądania. Narracja w powieści jest jednak wspomnieniem dojrzałego już Glebowa, dlatego jego oceny mogą być samousprawiedliwieniem swoich dawnych działań. Gdy akcja wraca do lat 40., opisywane są kolejne wydarzenia, po których Glebow został zmuszony do przemówienia na spotkaniu w instytucie, na którym miała być podniesiona sprawa Hańczuka. Spotkania te były zawsze początkiem prześladowań, po których cała kariera danego naukowca się rozpadała. Tuż przed planowanym spotkaniem pojawił się artykuł doktoranta Szyrejki potępiający Hańczuka, w którym wspominał on, że niektórzy doktoranci (czyli Glebow) zrezygnowali z jego opieki nad pracą dyplomową. Dopiero interwencja Soni, która ujawniła ojcu swój związek z Wadimem, sprawiła, że Hańczuk przynajmniej spróbował wybaczyć Glebowowi. Autorski ton Trifonowa nie pozostawia jednak miejsca na dwuznaczną interpretację czynu głównego bohatera: jest oczywiste, że popełnił on podłość. Ale także staremu profesorowi czytelnikowi trudniej jest od tego momentu współczuć: wyjaśniane są szczegóły jego życiorysu. W pierwszych latach po rewolucji Hańczuk był funkcjonariuszem Czeka na Ukrainie. Osobiście rozstrzeliwał ludzi, nie interesując się nawet tym, za co zostali skazani, a jego nazwisko budziło postrach. Profesor żałował, że nie może już strzelać do wrogów, co zrobiłby bez wahania w latach 20. Teraz jego przeciwnicy zarzucali mu niezrozumienie mądrości etapu.
Wadim rozumiał, że nie da się uratować Hańczuka, że jego sprawa jest z góry ukartowana. Z drugiej strony frakcja przeciwników Druzjajewa na uczelni również domagała się od niego zabrania głosu na spotkaniu. Chcieli, aby Wadim wystąpił w obronie profesora. Istniała także możliwość pójścia na spotkanie i zachowania milczenia, ale wtedy stałby się wrogiem dla obu frakcji. Glebow, podobnie jak w dzieciństwie, spróbował więc rozwiązać problem poprzez Szulepę i jego koneksje. On, choć mu pomógł, ze złością odpowiedział Glebowowi, że ten mógłby bez problemów przemawiać na spotkaniu i że jest pewien, że nigdy nie ożeni się z Sonią. Najwyraźniej Liowa Szulepnikow rozumiał duszę Glebowa znacznie lepiej, niż on sam.
Dalszy wydarzeń ułożył się w zupełnie nieoczekiwany sposób: w noc przed feralnym spotkaniem umarła babcia Glebowa, a on zyskał niepodważalny powód, aby w ogóle na nie nie przychodzić. To jednak mu nie pomogło. Na kolejnym spotkaniu musiał już zabrać głos, a Hańczuk popadł w niełaskę: został wysłany do regionalnego instytutu pedagogicznego, aby wzmocnić personel tej zupełnie peryferyjnej placówki, co było dla niego oczywistą degradacją. Powrócił dopiero po odwilży, gdy jego dawni wrogowie zostali odsunięci od władzy. Druzjajew tymczasem doznał udaru i zmarł w tym samym miesiącu, co Stalin. Jednakże po spotkaniu, na którym Glebow oskarżył Hańczuka, Julia Michajłowna zrobiła Wadimowi awanturę w ich mieszkaniu, oskarżając go o burżuazyjne skłonności. Po tym wydarzeniu Glebow nie przyszedł na umówione spotkanie z Sonią i nigdy więcej nie odwiedził już Domu na nabierieżnoj. W ostatnich scenach tej płaszczyzny fabularnej, po spotkaniu, na którym studenci oskarżyli własnego profesora, Glebow i Szulepnikow szli po ulicy pijani, przy czym Liowa mamrotał: „My dranie, dranie…” Podobno od tego wydarzenia rozpoczął się jego alkoholizm i życiowy upadek. Następnie Glebow ciągle śnił ten sam sen, w którym podobnie jak Judasz przeglądał swoje trzydzieści srebrników – „krzyżyki, ordery, medale, odznaki”.
Następnie historia przenosi się już do końca książki do lat 70. Glebow stara się zapomnieć o wszystkim, co było związane z jego młodością. Jego życie się ustabilizowało, został krytykiem literackim i cenionym naukowcem. Jako członek zarządu sekcji eseistycznej na kongresie Międzynarodowego Stowarzyszenia Literatów-Eseistów wyjeżdża do Paryża. W pociągu poznaje matkę Szulepnikowa, która jedzie tam odwiedzić swoją siostrę, białą emigrantkę.
Opowieść kończy się rozdziałem, a w którym sam autor odwiedza Hańczuka, już bardzo schorowanego, samotnego starca. Idą razem na cmentarz znajdujący się na terenie starego krematorium w pobliżu monastyru Dońskiego. Tam pochowana jest dawno temu zmarła Sonia. Zjawiają się dziesięć minut przed zamknięciem cmentarza i wdają się w sprzeczkę ze stróżem, który nie chce ich wpuścić. Nagle Trifonow uświadamia sobie, że jest nim Szulupa. Udaje mu się przekonać go do wpuszczenia ich na teren nekropolii.
Autor i Hańczuk udają się nad grób Soni. Stary człowiek zastanawia się: „Co za niedorzeczny, niepojęty świat! Sonia leży w grobie, jej kolega szkolny nie wpuszcza nas na cmentarz, a ja mam osiemdziesiąt sześć lat… Dlaczego? Któż to to wytłumaczy? (…) Ale tak się człowiekowi nie chce rozstawiać z tym światem…”. Następnie Trifonow i jego bohater opuszczają cmentarz i odchodzą.
W ostatniej scenie stróż cmentarny, zmęczony i pijany Liowa Szulepnikow, przejeżdża trolejbusem obok Domu na nabierieżnoj i myśli: „A może stanie się cud i los znowu się odmieni?”.

## Struktura artystyczna
Podczas konstruowania opowieści Trifonow posługuje się analityczną (retrospektywną) kompozycją czasoprzestrzenną. Przypadkowe spotkanie ze starym kolegą ze szkoły w Moskwie lat 70. przywołuje wspomnienia z odległej przeszłości w umyśle starzejącego się Glebowa. Pisarz po mistrzowsku nakłada na siebie warstwy fabularne, aby przybliżyć czytelnikowi stan świadomości swojego bohatera.
Autor przygotowuje czytelnika na kulminację wydarzeń fabularnych, którą jest zaplanowane spotkanie w celu obalenia Hańczuka, na którym ma przemówić Glebow. Ponieważ ostatecznie nie wziął w nim udziału, ale główny bohater zamienił już w duchu swoje życiowe priorytety (ślub z Sonią i przyjaźń z jej ojcem na perspektywę błyskotliwej kariery), po tym braku kulminacji główna linia fabularna się rozpada i następuje po nim szybki epilog, w którym impresjonistycznymi epizodami zarysowują się etapy późniejszego moralnego upadku Glebowa.
Zgodnie z czechowowską tradycją narracja jest przeszyta motywami przewodnimi, które stopniowo ilustrują przemianę bohaterów. Takimi motywami są popiersia profesora Hańczuka, urzekające Glebowa drogie meble (mahoniowy kredens i zabytkowy stół), skórzane spodnie oraz kurtka Szulepy.

Zdaniem krytyka literackiego Dmitrija Bykowa: 

W „Domu nad rzeką Moskwą” Trifonow po raz pierwszy wyraźnie zrealizował swoją ulubioną metaforę: „Historia to wielożyłowy kabel”. Zbudował wielordzeniową, polifoniczną narrację, a każda jej płaszczyzna jest weryfikowalna, charakterystyczna, dokładna

Powieść zawiera kilka fragmentów pisanych z perspektywy narratora pierwszoosobowego, którym jest sam autor. Trifonow nie podaje w nich co prawda swojego nazwiska, ale daje do zrozumienia czytelnikowi, że był bezpośrednim uczestnikiem wydarzeń, uczył się w tej samej klasie z Wadimem, Sonią, Szulepą i Antonem. Całą historię przeżył razem z Hańczukiem i w przeciwieństwie do Glebowa był beznadziejnie zakochany w Soni. Powieść zamyka się klamrą w momencie, gdy na ostatniej stronie autor z Hańczukiem spotykają pijanego i rozpadającego się Szulepę (którego spotkanie z Glebowem otwiera narrację).

## Aspekty społeczne

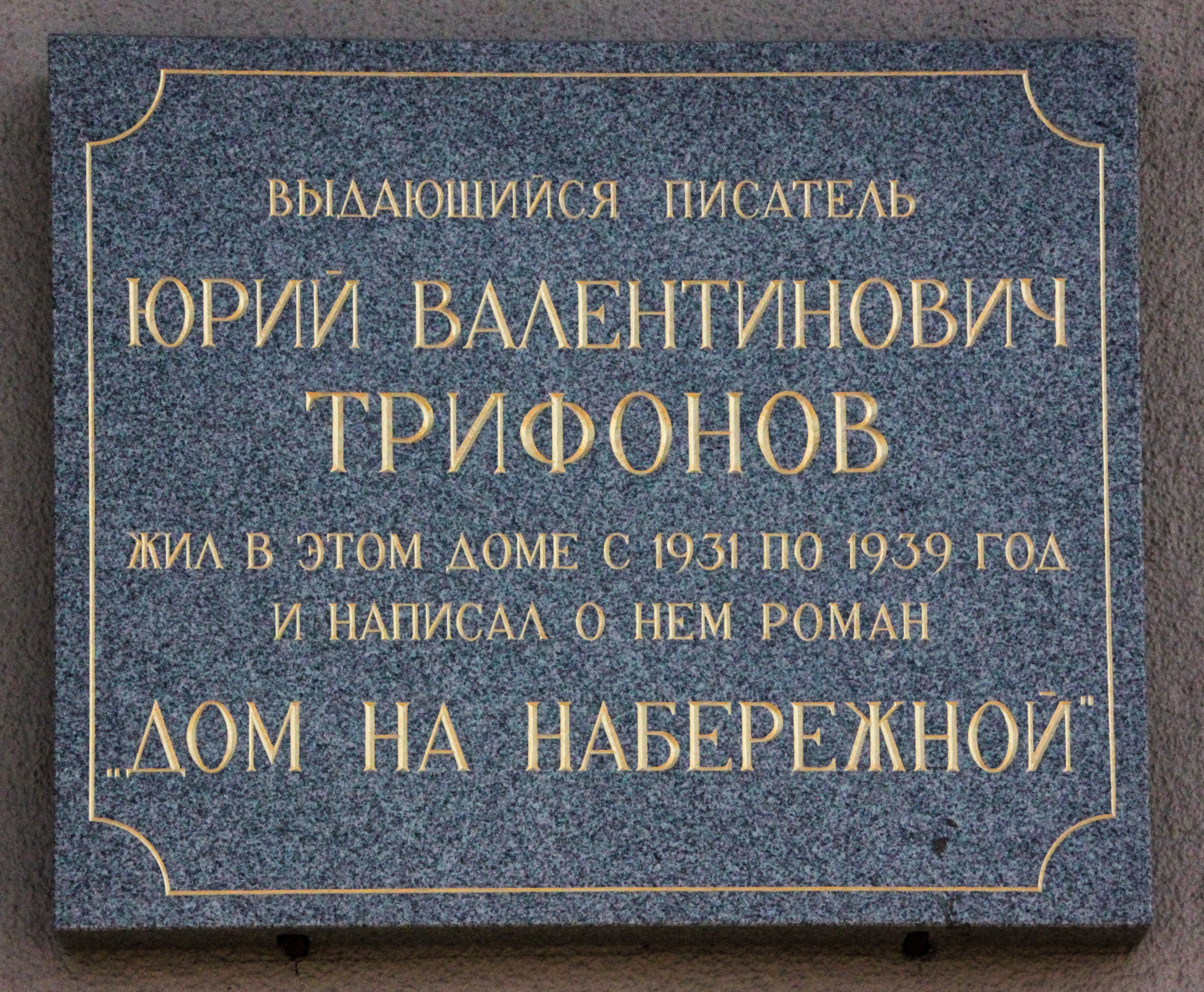
Tablica informacyjna na Domu na nabierieżnoj:
„Wybitny pisarz Jurij Walentinowicz Trifonow mieszkał w tym domu w latach 1931–1939 i napisał o nim powieść Dom nad rzeką Moskwą”

Według konkluzji Natalii Iwanowej, już pierwsza z powieści moskiewskich Trifonowa „szorstko, bezkompromisowo ukazało czytelnikowi genezę inteligenckiej obojętności i konformizmu”. Historia typowego radzieckiego oportunisty Glebowa pokazuje, że dla sukcesu w społeczeństwie totalitarnym konieczne jest stłamszenie osobistych zasad i przekonań, zdrada bliskich osób, „poddanie się” panującej aktualnie tendencji.
Naum Lejderman i Mark Lipowiecki interpretują opowieść o relacji Glebowa z Hańczukiem jako tragedię, w której „czcigodni ideolodzy mechanistycznego determinizmu stają się ofiarami wulgarnych schematów socjologicznych, które sami narzucili”. Nawet sam Glebow dostrzega brak zasadniczej różnicy pomiędzy Hańczukiem a jego prześladowcami: „Po prostu chwilowo zamienili się miejscami. Obaj wymachują szabelką. Tylko jeden z nich był już trochę zmęczony, a drugi dopiero niedawno dostał w ręce szablę”.
Trifonow wyraźnie pokazuje, że w społeczeństwie radzieckim wciąż utrzymują się bariery, jeśli nie klasowe, to społeczne (stratyfikacja). Już w prologu, w skróconej formie, zarysowuje się główne tarcie całej fabuły: córka statecznego, bogatego Glebowa decyduje się „wejść w małżeństwo” nie wiadomo z kim – tak jak kiedyś córka profesora Hańczuka zdecydowała się na związek z lokatorem mieszkania komunalnego Glebowem, który znajdował się dużo niżej na drabinie społecznej. Jednocześnie autor szydzi z uproszczonego, marksistowskiego podejścia do historii, które zakłada społeczne tło każdego zjawiska i zdejmuje z człowieka osobistą odpowiedzialność za jego wybory.
Za powierzchownym konfliktem pomiędzy Hańczukiem a Druzjajewem kryje się bardziej zasadnicza opozycja między pozbawionym pamięci Glebowem, który zgodnie z radziecką tradycją zrzuca winę za swoją zdradę na „złe czasy”, a postacią autora – strażnika pamięci historycznej, której udaje się nie wymieniać. Jak Glebow (podobnie podstarzały Hańczuk i Szulepa) usiłuje zapomnieć o tym, co się wydarzyło, tak książkowy Trifonow ceni sobie pamięć o przeszłości (zupełnie jak jego ulubiona postać, Anton, który uważa, że „wszystko jest ważne dla historii”). To właśnie pamięć jawi się Trifonowowi jako rdzeń moralnych fundamentów jednostki, pozwalających jej przetrzymać najtrudniejsze historyczne okoliczności.
Bykow uważa, że w postaciach oportunistów lat czterdziestych Trifonow przewidział bohaterów okresu popierestrojkowym. Z jego punktu widzenia jest to „książka o marginesie, który okazał się zwycięzcą, i o nadchodzącej epoce, która zniosła wszystkie poprzednie typy ludzkie, całą przeszłość, wszystkie niezliczone długi, grzechy, wyklarowane relacje. Wygrywa nie dobro czy zło, ale to trzecie”. Hańczuk i Druzjajew, zaangażowanie w kwestie ideologiczne, tkwią w przeszłości, podczas gdy na przód idą ludzie tacy jak Glebow przy zabytkowych stołach – konsumenci dbający o dobrobyt materialny. Wszystko, co je zbyt niewygodne, by o tym pamiętać, jest po prostu usuwane z ich pamięci.

## Adaptacje
Na prośbę Jurija Ljubimowa autor zaaranżował swoją powieść na sztukę, którą wystawił Teatr na Tagance 12 czerwca 1980 roku. W rolę Glebowa wcielili się Wieniamin Smiechow i Walerij Zołotuchin. Muzykę napisał Edison Denisow. Spektakl został usunięty z repertuaru w 1984 roku „na żądanie cenzury”. Oburzenie nomenklatury wywołała scena, w której pionierzy lat 30. czytają poezję na cześć komisarza spraw wewnętrznych Nikołaja Jeżowa.
W listopadzie 2007 roku rosyjski kanał NTW wyemitował 4-odcinkowy film telewizyjny oparty na historii Trifonowa. Obraz został nakręcony według własnego scenariusza przez Arkadego Kordona, muzykę napisał Isaak Szwarc. W główne role wcielili się: Walerij Iwczenko, Iwan Stiebunow, Ołeksij Petrenko, Irina Kupczenko oraz Jelena Nikołajewa.